# Buenos Aires, Puebla
Buenos Aires är en ort i Mexiko.   Den ligger i kommunen Jopala och delstaten Puebla, i den sydöstra delen av landet, 160 km nordost om huvudstaden Mexico City. Buenos Aires ligger 585 meter över havet och antalet invånare är 1 711.
Terrängen runt Buenos Aires är kuperad åt nordost, men åt sydväst är den bergig. Runt Buenos Aires är det tätbefolkat, med 297 invånare per kvadratkilometer. Närmaste större samhälle är Jopala, 5,9 km öster om Buenos Aires. Omgivningarna runt Buenos Aires är en mosaik av jordbruksmark och naturlig växtlighet.